# Troúmba
 (signalé en mai 2025).
Si vous disposez d'ouvrages ou d'articles de référence ou si vous connaissez des sites web de qualité traitant du thème abordé ici, merci de compléter l'article en donnant les références utiles à sa vérifiabilité et en les liant à la section « Notes et références ».
- Archive Wikiwix
- Bing
- Cairn
- DuckDuckGo
- E. Universalis
- Gallica
- Google
- G. Books
- G. News
- G. Scholar
- Persée
- Qwant
- (zh) Baidu
- (ru) Yandex
- (wd) trouver des œuvres sur Wikidata

Troúmba, en grec moderne : Τρούμπα, est un quartier du Pirée en Grèce. Il constitue la partie occidentale du quartier de Terpsithéa vers le port central. Il doit son nom à une grande pompe à eau placée à partir des années 1860 sur une citerne à l'intersection de l'actuelle avenue de la 2e division et la route côtière, d'où les bateaux à vapeur du port de l'époque pompaient l'eau. Pendant l'entre-deux-guerres, le réaménagement des quais a commencé, avec pour résultat que cette pompe a été enlevée et détruite. Le cœur du quartier de Troúmba était la longue et étroite rue Notará, où se trouvaient la plupart des maisons closes, tandis que dans les rues voisines Fílonos et Kolokotróni se trouvaient les bars et les cabarets.